# 536
Rok 536 (DXXXVI) byl přestupný rok, který podle juliánského kalendáře započal úterým. V té době byl tento rok znám jako Rok konzulátu Belisaria. 
V roce 2018 byl tento rok středověkým historikem Michaelem McCormickem označen jako „nejhorší možný rok pro bytí naživu“ vzhledem k extrémním klimatickým změnám. Tyto změny byly zapříčiněny rozsáhlou vulkanickou aktivitou, která způsobila pokles teplot v Evropě a Číně, zničila úrodu a započal hladomor. Mezi další následky erupcí patří také „záhadná mlha“, která výrazně omezovala sluneční svit. 

## Události

### Byzantská říše
- Malá Hagia Sofia je v roce 536 dokončena (počátek stavby rok 527). Tehdy byla známa jako Kostel sv. Sergia a Bachusse.
- před 13. březnem – Athimus I. je odvolán z funkce konstantinopolského patriarchy ve prospěch Menase
- 22. dubna – Papež Agapetus I. umírá v Konstantinopoli po vládě pouhých 10 měsíců. Ve funkci jej nahrazuje Silverius, v pořadí 58. papež.
- 2. květen – 4. červen – Probíhá Konstantinopolský koncil.
- Jaro – Císař Justinián I. pověřuje svého bratrance Germanuse funkcí velitele armády, aby se vypořádal s krizí v Africe. Spolu s ním do Afriky vysílá mobilní kavalérii a elitní jednotky. Předchozí velitel Solomon se vrací do Konstantinopole.
- Léto – Gótská válka: Byzantský generál Belisar překračuje Messinskou úžinu a napadá Itálii. Dobývá město Reggio di Calabria a vydává se směrem na Neapol.
- Listopad – Obléhání Neapole: Belisar dobývá Neapol po téměř měsíčním obléhání. Své vojáky vyslal do města opuštěným římským akvaduktem.
- 9. prosince – Belisar přijíždí do Říma branou Porta Asinaria. Armáda čtyř tisíc gótských mužů utíká z města. Posílá naléhavou žádost o posily Justiniánovi I. a mezitím připravuje Řím na obléhání tím, že přináší velké množství potravin a dalších zásob.
- Zima – Belisar zřizuje své sídlo na kopci Pincio a opravuje zanedbané městské hradby Říma. Rozmístí pěti tisíci člennou posádku, z nichž polovinu tvoří jeho osobní strážci. Aby udržel části města, naverbuje 20 000 mladých Římanů, aby obsadili hradby.

### Evropa
- Počátek roku 536 (pravděpodobně) – Sopečná zima: Na Islandu vybuchla sopka. V Ulsterské kronice se objevují zmínky o následném hladomoru.
- Březen – Ostrogótský král Theodahad se svými vojáky postupuje do Provence a horní Alamannie k Frankům, čímž získá jejichž podporu ve válce. Vysílá velkou armádu do Dalmácie. Poráží Byzantskou říši, generál Mundus umírá v bitvě u města Salona a byzantská armáda se stahuje.
- Léto – Byzantský generál Konstantinianus dobývá zpět Dalmácii. Gótové opouštějí Salonu a stahují se na sever. Byzantská říše znovu buduje zdi a vyhlašuje Dalmácii za svou provincii.
- 19. září – Probíhá Jeruzalémský koncil
- Prosinec – Witiges sazuje z ostrogótského trůnu svého rivala Theodada v Ravenně. Oženil se s Matasunthou (dcerou královny Amalaswinthy), stává se novým králem a spolu s armádou táhne proti Belisarovi.

### Afrika
- Březen – Duben – Belisar se plaví do Kartága spolu s tisíci muži, aby potlačil vzpouru proti Šalamounovi. Mezitím Kartágo obsazuje 9 tisíc rebelů, včetně mnoha Vandalů.
- Bitva u řeky Medžerda:  Belisar poráží vzbouřence a urychleně se vrací na Sicílii.

### Asie
- 26. ledna – Císař Senka střídá na japonském trůnu svého bratra Ankana a stává se v pořadí 28. japonským císařem
- Srpen – Sopečná zima: I přes období léta na území Číny padá sníh, jakožto následek výbuchu sopky na Islandu. Nízké teploty zapříčiňují zánik veškeré úrody a hladomor na území celého státu.

## Klimatické změny
Klimatická změna: podle dobových pramenů (Prokopios z Kaisareie, Ulsterská kronika) byl tento rok mimořádně chladný, s minimem slunečního svitu. Důsledkem byla katastrofální neúroda, která může vysvětlovat souběh zlomových historických událostí po celém světě: Stěhování národů v Evropě, rozpad Sásánovské říše, zánik peruánské kultury Nazca. Vědci vysvětlují tehdejší extrémní počasí velkým sopečným výbuchem, který uvolnil do atmosféry obrovské množství prachu. Protože neexistuje písemná zpráva o takové události, předpokládá se, že k ní došlo daleko od tehdejších center civilizace; v úvahu připadají sopka na Islandu, sopky Ilopango v dnešním Salvadoru, Rabaul na ostrově Nová Británie nebo Krakatoa.

## Narození
- neznámé datum – Li Ezi, čínská císařovna vdova říše († 588)
- pravděpodobně
  - Evagrius Scholasticus, syrský církevní historik († 594)
  - Venantius Fortunatus, latinsky píšící básník, autor chvalozpěvů merovejského období († 600 nebo 609)

## Úmrtí
- 25. ledna – Ankan, japonský císař (* před 466)
- 22. dubna – Papež Agapetus I. (* ?)
- Prosinec – Theodad, ostrogótský král (* před 480)
- neznámé datum – Mundus, gepidský generál v Byzanci (zavražděn v boji)

## Hlavy států

### Evropa
- Papež – Agapetus I. (535–536) » Silverius (536–537)
- Austrasie – Theudebert I. (533–548)
- Byzantská říše – Justinián I. (527–565)
- Langobardi – Wacho (510–539)
- Ostrogóti – Theodahad (534–536) » Witiges (536–540)
- Vizigóti – Theudes (531–548)
- Franská říše
  - Soissons – Chlothar I. (511–561)
  - Paříž – Childebert I. (511–558)
  - Remeš – Theudebert I. (534–548)

- Skotsko
  - Dál Riata – pravděpodobně Comgall mac Domangairt (do roku 540)

- Anglie
  - Dumnonie – Konstantin (cca 530–560)
  - Essex – Æscwine (527–587)
  - Kent – Eormenric (534–590)
  - Sussex – Cissa (514–567)
  - Wessex – Cynric (534–560)

- Wales
  - Gwent – pravděpodobně Meurig ap Tewdrig (493/517–530–540)
  - Gwynedd – Maelgwn Gwynedd (520–547)
- Švédsko – Eadgils (530–575)

### Asie
- Abchazské království – Ghozar (cca 530–550)
- Čína – Wen (535–551)
- Ibérské království – Bakurius II. (534–547)
- Japonsko – Ankan (531–536) » Senka (536–539)
- Perská říše – Husrav I. (531–579)
- Žoužanský chanát – Yujiulü Anagui (522–552)